# Cucullia galleti
Cucullia galleti är en fjärilsart som beskrevs av Charles E. Rungs 1972. Cucullia galleti ingår i släktet Cucullia och familjen nattflyn. Inga underarter finns listade i Catalogue of Life.